# Quesnoy-sur-Airaines
Quesnoy-sur-Airaines – miejscowość i gmina we Francji, w regionie Hauts-de-France, w departamencie Somma.
Według danych na rok 1990 gminę zamieszkiwało 438 osób, a gęstość zaludnienia wynosiła 27 osób/km² (wśród 2293 gmin Pikardii Quesnoy-sur-Airaines plasuje się na 582. miejscu pod względem liczby ludności, natomiast pod względem powierzchni na miejscu 163.).